# Decision Model and Notation
Decision Model and Notation (kurz DMN) ist ein offizieller Notationsstandard für Entscheidungsregeln im Geschäftsprozessmanagement, der von der Object Management Group (OMG) definiert wurde. Dieser Standard wird zum Beschreiben und Modellieren von wiederholbaren Entscheidungen in Organisationen genutzt. DMN ermöglicht Nutzern aus den verschiedensten Abteilungen, effektiv bei der Entscheidungsmodellierung zusammenzuarbeiten.

## Versionen
- April 2023, Version 1.4
- Februar 2021, Version 1.3
- Januar 2019, Version 1.2
- Juni 2016, Version 1.1
- September 2015, Version 1.0

## Gegenstand
DMN dient dem Dokumentieren von Entscheidungen nicht-situativer und willentlich gewählter Handlungsalternativen basierend auf bekannten und nicht beeinflussbaren Bewertungskriterien. 
Die DMN erleichtert die Kommunikation zwischen den Abteilungen. Angefangen beim Business Analysten, welcher die Entscheidungsanforderungen dokumentiert, über den technischen Entwickler, der die Entscheidungsregeln automatisiert, bis hin zur Anwendung und Überwachung der Entscheidungsregeln durch den Fachbereich.

## Abgrenzung
Entscheidungen zur Meinungsbildung, zu zwischenmenschlichen Beziehungen, spontan getroffenen sowie von strategischen, übergeordneten Entscheidungen, die in ihrer Operationalisierung noch immer mehrere Handlungsalternativen zulassen würden, können nicht oder nur sehr bedingt durch die DMN beschrieben werden.

## Ziele
Ziel der DMN ist es, die Entscheidungen von den Geschäftsprozessen loszulösen. Hierzu werden Entscheidungsprozesse graphisch dargestellt und Entscheidungsregeln festgelegt. Dadurch werden wiederkehrende Entscheidungen im operativen Alltagsgeschäft eines Unternehmens transparent gemacht. Sollten sich die Entscheidungsgrundlagen ändern, müssen nur diese angepasst werden, die davon abhängigen Geschäftsprozesse bleiben jedoch unverändert.

## Anwendung
DMN kann zu unterschiedlichen Zwecken verwendet werden. Eine Möglichkeit ist zur genauen Analyse der Geschäftsprozesse, indem diese hinterfragt werden und die Entscheidungen in Teilentscheidungen aufgespalten werden. Eine andere Möglichkeit ist die Automatisierung von Entscheidungen mit Hilfe der Entscheidungstabellen (Decision Table) und der Expression Language FEEL (Friendly Enough Expression Language).

## Vorteile
- Schnelle Anpassung der Geschäftsregeln an sich ändernde Anforderungen, ohne die Geschäftsprozesse zu verändern
- Automatisierung der Entscheidungslogik
- Möglichkeit der nahtlosen Integration in BPMN (Business Process Model and Notation)[8]

## Elemente
Decision Model and Notation setzt sich zusammen aus dem Decision Requirements Diagram (kurz: DRD, deutsch: Entscheidungsdiagramm), der graphischen Darstellung der Entscheidungsregel, sowie dem Decision Table (deutsch: Entscheidungstabelle), anhand dem für jeden gelieferten Input die passende Entscheidung abgelesen wird. Als Sprache wird die Expression Language FEEL (Friendly Enough Expression Language) genutzt. Durch die Nutzung dieser Sprache können Entscheidungen automatisiert werden.

## Verbindung zu BPMN
DMN (Decision Model and Notation) ist zwar eine eigenständige Notation, aber die Konzipierung ermöglicht eine einfache Verknüpfung mit BPMN (Business Process Model and Notation). Prozesse können hierbei getrennt von Entscheidungen betrachtet werden, mit dem Vorteil, dass der Prozess verschlankt und die Entscheidung nachvollziehbar wird. Um das zu erreichen, kann wie folgt vorgegangen werden:
- Entscheidungen im Geschäftsprozess identifizieren
- Entscheidungsmodell getrennt vom Prozess betrachten
- Bericht- und Update-Prozesse implementieren, um kontinuierlich Optimierungen durchführen zu können[11]